# Karta praska
Karta praska – pojedyncza pergaminowa średniowieczna karta, zawierająca próbki pisma trójjęzycznego łacińsko-polsko-niemieckiego w ujęciu graficznym z fragmentami Psalmów do Psałterza floriańskiego. Karta ta stanowiła prawdopobnie ofertę stylu graficznego dla zamawiającego Psałterz floriański.
Na karcie skryptor pierwszej części Psałterza floriańskiego umieścił próbki pisma w kilku wariantach kaligraficznych, prawdopodobnie przed rozpoczęciem pracy. Możliwe, że zostały one wykonane na polecenie biskupa Piotra Wyszy w celu wyboru najlepszego kroju pisma. Polski test wersetu Psalmu 1, umieszczonego na karcie, napisany jest tą samą ręką, co wers w Psałterzu, ma jednak odmienne brzmienie, co sugeruje, że istniały ówcześnie również inne przekłady psalmów.